# هیرویکی مییاساکو
هیرویکی مییاساکو (به ژاپنی: 宮迫博之، Hiroyuki Miyasako) (زادهٔ ۳۱ مارس ۱۹۷۰) هنرپیشه اهل ژاپن است.
از فیلم‌ها یا برنامه‌های تلویزیونی که وی در آن نقش داشته است می‌توان به پسران قرن بیستم، جنگ بزرگ یوکای اشاره کرد.